# Survivor Series 1993
Survivor Series (1993) was een professioneel worstel-pay-per-view (PPV) evenement dat georganiseerd werd door de World Wrestling Federation (WWF, nu WWE). Het was de 7e editie van Survivor Series en vond plaats op 24 november 1993 op Thanksgiving Eve in het Boston Garden in Boston, Massachusetts.

## Matches
| Nr. | Match | Winnaar(s)                                                | Opmerkingen                                        | Bron  |
| --- | --- | --------------------------------------------------------- | -------------------------------------------------- | ----- |
| 1D  | Billy Gunn vs. The Brooklyn Brawler | Billy Gunn                                                | Eén-op-één Dark match.                             | [ 2 ] |
| 2   | The 1–2–3 Kid, Marty Jannetty, Randy Savage & Razor Ramon vs. Adam Bomb, Diesel, Irwin R. Schyster & Rick Martel (met Harvey Wippleman) | The 1–2–3 Kid, Marty Jannetty, Randy Savage & Razor Ramon | 4-tegen-4 Survivor Series elimination match.       | [ 2 ] |
| 3   | The Hart Family (Bret Hart, Bruce Hart, Keith Hart & Owen Hart) (met Stu Hart) vs. Shawn Michaels en His Knights (The Black Knight, The Blue Knight, The Red Knight & Shawn Michaels)                                                          | The Hart Family                                           | 4-tegen-4 Survivor Series elimination match.       | [ 2 ] |
| 4   | The Heavenly Bodies (Jimmy Del Ray & Tom Prichard) (met Jim Cornette) vs. The Rock 'n' Roll Express (Ricky Morton & Robert Gibson) (c) | The Heavenly Bodies (nc)                                  | Tag Team match voor het SMW Tag Team Championship. | [ 2 ] |
| 5   | The Bushwhackers (Bushwhacker Butch & Bushwhacker Luke) vs. Men on a Mission (Mabel & Mo) (met Oscar) vs. Bam Bam Bigelow, Bastion Booger vs. The Headshrinkers (Fatu & Samu) (met Afa and Luna Vachon)                                        | The Bushwhackers en Men on a Mission                      | 4-tegen-4 Survivor Series elimination match.       | [ 2 ] |
| 6   | The All-Americans (Lex Luger, The Steiner Brothers (Rick Steiner & Scott Steiner) en The Undertaker) (met Paul Bearer) vs. The Foreign Fanatics (Crush, Quebecer Jacques, Ludvig Borga & Yokozuna) (met Jim Cornette, Johnny Polo en Mr. Fuji) | The All-Americans                                         | 4-tegen-4 Survivor Series elimination match.       | [ 2 ] |